# مسجد حسن باشا جزايرلي (لوجيا)
مسجد حسن باشا جزايرلي (باليونانية: Γαζί Χασάν Πασά Τζαμί)‏، (بالتركية: Gazi Hasan Paşa Camii)‏، ويُشار إليه محليًا باسم مسجد لوجيا (باليونانية: Τζαμί της Λότζιας)‏، (بالتركية: Lonca Camii)‏: هو مسجد تاريخي يعود إلى العصر العثماني في بلدة وجزيرة كوس، في جنوب شرق اليونان. وهو أحد مسجدين في الجزيرة يحملان اسم "حسن باشا جزايرلي"، والآخر هو مسجد بلاتاني. وعلى عكس مسجد بلاتاني، فإن مسجد لوجيا غير مفتوح للعبادة اليوم.

## التاريخ
تم رعاية المسجد من قبل حسن باشا جزايرلي، الذي شغل منصب الأدميرال والصدر الأعظم للدوة العثمانية في القرن الثامن عشر، والذي قام أيضًا بتمويل المسجد في بلاتاني، ومن هنا جاء اسمهما المشترك. ويذكر الوصف القديم أن حسن باشا جزايرلي بنى المسجد في 1786. تم تحديد تاريخ بنائه أيضًا على أنه 1776-1777 بدلاً من ذلك، أي قبل عقد من الزمان تقريبًا.